# Salvatore Biondo
Salvatore Biondo (Palermo, 28 febbraio 1956) è un mafioso italiano legato a Cosa nostra.
Soprannominato Biondo "il lungo" per non confonderlo con suo cugino omonimo, era affiliato al mandamento di San Lorenzo gestito dal boss Salvatore Biondino. È stato accusato da diversi collaboratori di giustizia di aver partecipato agli omicidi dell'agente Emanuele Piazza (per questo omicidio fu condannato in via definitiva il 20 maggio 2004), dei fratelli imprenditori Sceusa e Vincenzo D'Agostino. Fu anche uno dei mafiosi che si occuparono della fase preparatoria della strage di Capaci avvenuta il 23 maggio 1992 sull'Autostrada A29 dove morì il giudice Giovanni Falcone e in seguito della strage di via D'Amelio. Arrestato nel febbraio 1996 sta scontando l'ergastolo, prima in regime di 41 bis nel carcere di Milano-Opera, ora nel carcere di Secondigliano - Napoli.